# William Gibson
William Ford Gibson (ur. 17 marca 1948 w Conway w stanie Karolina Południowa) – amerykański pisarz fantastyki naukowej, twórca cyberpunku.
W wieku dziewiętnastu lat – uciekając przed poborem – opuścił Stany Zjednoczone i osiadł w Kanadzie. Jest nazywany ojcem cyberpunku – nowego gatunku literatury fantastyki naukowej, wizjonerem, który stworzył słowo „cyberprzestrzeń”.
Jego książki to mieszanka przeróżnych folklorów, miejskich legend i terminologii technicznej. Są one studium nad świadomością społeczną i popkulturą.
William Gibson jest też twórcą licznych opowiadań, powieści, esejów, artykułów rodzajowych, scenariuszy filmowych i telewizyjnych; m.in. jest autorem scenariuszy do filmów Obcy 3 (wersja zrealizowana różni się znacznie od scenariusza Gibsona) i Johnny Mnemonic oraz do dwóch odcinków serialu Z Archiwum X: Kill Switch (sezon 5., odcinek 11.) oraz First Person Shooter (sezon 7., odcinek 13.)
Ukończył anglistykę na Uniwersytecie Kolumbii Brytyjskiej w 1977. 

### Powieści

#### Trylogia Ciągu(Sprawl Trilogy)
- Neuromancer (1984, wydanie polskie 1992)
- Graf Zero (Count Zero, 1986, wydanie polskie 1997)
- Mona Liza Turbo (Mona Lisa Overdrive, 1988, wydanie polskie 1997)

W tym samym uniwersum rozgrywa się akcja opowiadań: Johnny Mnemonic (1981), Hotel New Rose (1981) i Wypalić Chrom (Burning Chrome, 1982).

#### Trylogia San Francisco(San Francisco Trilogy) zwana równieżTrylogią Mostu(The Bridge Trilogy)
- Światło wirtualne(inne języki) (Virtual Light, 1993, wydanie polskie 1998)
- Idoru(inne języki) (1996)
- Wszystkie jutra(inne języki) (All Tomorrow’s Parties, 1999, wydanie polskie 2002)

W tym samym uniwersum rozgrywa się akcja opowiadania Skinner’s Room (1990).

#### Inne
- Maszyna różnicowa (The Difference Engine, 1990, wydanie polskie 1997) wspólnie z Bruce’em Sterlingiem
- Rozpoznanie wzorca(inne języki) (Pattern Recognition, 2003, wydanie polskie 2004)
- Spook Country. W kraju agentów(inne języki) (Spook Country, 2007, wydanie polskie 2008)
- Zero History(inne języki), 2010
- Peryferal(inne języki) (The Peripheral 2014, wydanie polskie 2016)
- Archangel (2017 powieść graficzna, wraz z Michaelem St. John Smithem, il. Butch Guice)
- Agency (2019)

### Zbiory opowiadań
- Wypalić Chrom (Burning Chrome, 1986, przedmowa Bruce Sterling, wyd. pol. 1996 jako Johnny Mnemonic[2])